# Book Sprint

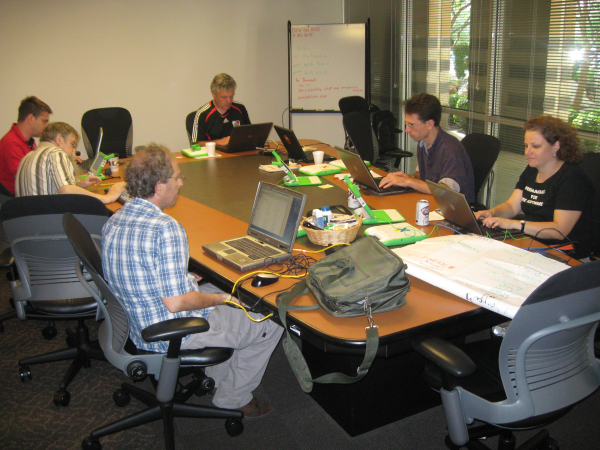
Book Sprint (August 2008)

Ein Book Sprint ist eine Methode zum gemeinschaftlichen Verfassen von Büchern.
Der Begriff erinnert an die Programmiersprints in der agilen Softwareentwicklung. Im Kern handelt es sich um eine Art Unkonferenz. Die Teilnehmer halten jedoch keine Vorträge, sondern schreiben über ihr Spezialgebiet. Kollaborativ werden somit Bücher im Schnellverfahren erstellt – innerhalb weniger Tage vom Konzept übers Schreiben bis zur Auslieferung.
Die drei wesentlichen Ziele eines Book Sprint sind:
1. Schreiben eines Buches,
2. Wissen teilen,
3. Teambildung.[2]

## Ablauf
In einem Book Sprint setzen sich fünf bis fünfzehn Experten in einem Raum zusammen. Es gibt nur eine Idee für das Thema, ansonsten aber wenig Vorgaben. Ein Facilitator unterstützt die Teilnehmer dabei, gemeinsam innerhalb von höchstens fünf Tagen ein Buch zu erarbeiten. Die Herstellung des Buchs wird oft mittels spezialisierter, cloud-basierter Softwarelösungen wie Booktype umgesetzt. Die Bücher werden zum Abschluss der fünf Tage sowohl über Print-on-Demand als auch in verschiedenen E-Book-Formaten publiziert. Die Haupteinnahmen kommen in der Regel nicht aus dem Verkauf des Buches, das meist frei zugänglich gemacht wird, sondern werden bereits vor dem Projekt akquiriert, beispielsweise über Sponsoren und Crowdfunding-Plattformen.

## Entwicklung
Der Name Book Sprint stammt von Tomas Krag, die Methode wurde von Adam Hyde erfunden. Die Book-Sprint-Methode wurde zunächst vor allem mit Inhalten von FLOSS Manuals (FLOSS: Free/Libre Open Source Software) entwickelt. FLOSS Manuals ist eine Non-Profit-Organisation, die Adam Hyde im Jahr 2006 gründete, um Handbücher zur Benutzung freier Software zu verfassen. FLOSS Manuals hat inzwischen eine Bandbreite von Büchern veröffentlicht, die mit der Book-Sprint-Methode geschrieben wurden.
Seitdem wurde die Book-Sprint-Methode weit über den Kontext von freier Software hinaus in diversen Themenfeldern getestet. Bis heute wurden über 70 Bücher zu Themen wie Transparenz in Öl- und Minengeschäften, kollektive adaptive Systeme, Medienkunst, HR Innovation, neuer Ästhetik und New Work geschrieben. Auch landesweite Strategien, wie die Open Access Strategie des Landes Brandenburg, sind Ergebnisse von Book Sprints.